# بری باستویک
بری باستویک (انگلیسی: Barry Bostwick؛ زادهٔ ۲۴ فوریهٔ ۱۹۴۵) یک هنرپیشه اهل ایالات متحده آمریکا است. وی از سال ۱۹۷۰ میلادی تاکنون مشغول فعالیت بوده‌است.
از فیلم‌های معروف او می‌توان به بازی در فیلم جنیفر در ذهن من، ضد جاسوسی و نانسی درو اشاره کرد.